# Дараселия, Виталий Витальевич
Виталий Витальевич Дараселия (груз. ვიტალი ვიტალის ძე დარასელია; 27 октября 1978, Тбилиси, ГССР, СССР) — грузинский футболист, полузащитник.

## Карьера
Сын советского футболиста Виталия Дараселия.
Воспитанник ДЮСШ № 35 (г. Тбилиси). Первый тренер: Сосо Сирадзе. Выступал на позиции полузащитника.
Карьеру начал в 1997 году в «Динамо» Батуми. В том же году переехал на Украину, где до 2000 года играл за ЦСКА Киев.
В июле 2001 перешёл в «Динамо» Тбилиси, в составе которого становился чемпионом и обладателем Кубка Грузии. Был капитаном тбилисского «Динамо» Тбилиси
В 2004—2005 годах играл в России за владикавказскую «Аланию». Осенью 2005 года Дараселия был выставлен на трансфер, но только в августе 2006 перешёл в казахстанский «Шахтёр» Караганда.
Затем играл в грузинском клубе «Сиони» (2007) и молдавской «Дачии» Кишинёв (2007).
В 2007—2008 годах играл в «Локомотиве» Тбилиси и в начале 2009 объявил о досрочном завершении карьеры из-за хронической травмы паховых колец.
В официальных клубных турнирах Грузии, Украины, России, Казахстана, Молдовы и УЕФА, провёл 275 матчей, забил 62 мяча.
В 2002—2005 сыграл 10 матчей за сборную Грузии.

## Достижения
- Победитель Кубка чемпионов стран Содружества 2004 года[8].
- Чемпион Грузии 2003 года.
- Обладатель кубка Грузии (3): 1998, 2003, 2004 годов.
- Серебряный призёр чемпионата Грузии 1998 года.
- Серебряный призёр чемпионата Молдовы 2008 года.
- Бронзовый призёр чемпионата Грузии (3): 2002, 2004, 2006 годов.